# Хелветска република
Хелветската република (на немски: Helvetische Republik, на френски: République helvétique, на италиански: Repubblica elvetica) е държава, съществувала 5 години от 1798 до 1803 г. на територията на съвременна Швейцария.
Тя е френскореволюционна дъщерна република, провъзгласена на 12 април 1798 г. и на 10 март 1803 г. прекратена. Този период от историята на Швейцария се нарича Хелветика (Helvetik). Наричането на Швейцария като „Хелвеция“ („Helvetien“) идва от древния народ хелвети. Столица е Аарау (04/1798), Люцерн (09/1798), Берн (05/1799).
През 1803 г. след прекратяването на Хелветската република, започва така наречената фаза Медиация (Médiation) (1803 – 1813). Официалното държавно име на новосъздадена Швейцария оттогава е Confoederatio Helvetica.